# Califon
Califon est une municipalité américaine située dans le comté de Hunterdon au New Jersey.

## Géographie
La municipalité s'étend sur 0,97 mille carré (2,51 km2) dont 0,02 mille carré (0,05 km2) d'étendues d'eau. Elle est arrosée par la branche sud du fleuve Raritan.
|                  |         |                    |
| Lebanon Township | Califon | Tewksbury Township |
|                  |         |                    |

## Histoire
La localité est fondée dans les années 1830. Elle se développe particulièrement au milieu du XIXe siècle. Califon devient un borough indépendant des townships de Lebanon et de Tewksbury le 2 avril 1918. Son nom ferait référence à la Californie.
Le centre-ville de Califon est un district historique inscrit au Registre national des lieux historiques (NRHP) pour son caractère presque intact. Il comprend environ 165 édifices : des bâtiments — commerciaux et résidentiels — du 3e quart du XIXe siècle, principalement des édifices rectangulaires d'un étage et demi bardés en bois et orné d'un porche, ainsi que des bâtiments du dernier quart du XIXe siècle aux styles plus variés.
La ferme de J. K. Apgar, située à Califon, est également recensée par le NRHP. Construite en pierre au XVIIIe siècle puis agrandie par Apgar en 1833, il s'agit de l'une des plus anciennes maisons de la ville.

## Démographie
Lors du recensement de 2010, la population de Califon est de 1 076 habitants.